# 罗泊湾二号墓
罗泊湾二号墓位于中国广西壮族自治区贵港市港北区，西江（郁江）北岸:355。
1979年在贵县发现罗泊湾二号墓。当时，它西距县城6公里，位于西江（郁江）北岸约1公里处的一处低矮土坡上。东为黎湛铁路，与木必村相邻（木必村今属贵城街道南平社区）。1979年4月至6月，广西壮族自治区文物工作队和贵县文物管理委员会对该墓进行钻探和发掘:355。
它和罗泊湾一号墓形制相近，是一座大型的竖穴土坑木椁墓，其椁室呈凸字形，南部为斜坡墓道。该墓分前、后两椁室，主棺在后室，为两重髹漆套棺。在椁室底板有一殉葬坑，内有殉人和少量随葬品。该墓曾两次被盗扰，只出土随葬品123件，主要为铜器和陶器，另有少量的玉器、铁器、木器、金器等。在后室的头箱中，出土了一枚“夫人”玉印，因此墓主被认为是南越国王侯一级官吏的配偶。:97-113